# وادي الحمة
يقع وادي الحمة في منطقة غور الأردن، و يعتبر الموقع من أهم المواقع الأردنية التي تعود للعصر الحجري الأوسط، و خاصة فيما يعرف بالثقافة النطوفية.

## تاريخ الاستقرار البشري في الموقع
و هذا الموقع يعد من أهم الأمثلة على مواقع فترة الثقافة النطوفية المبكرة في الأردن، و قد تميز الموقع بكثرة البقايا الأثرية و المعمارية التي تعود إلى الألف العاشر قبل الميلاد.
أجرى التنقيب الأثري على يد بعثة أسترالية، و قامت على استخدام تقنيات حديثة لفحص العينات و كان ذلك بواسطة الكربون الإشعاعي و تم الوصول إلى النتيجة تمثلت بثلاثة تواريخ زمنية للموقع:
1- 11.950 +- 160 سنة.
2- 11.920+- 150 سنة.
3- 12.200+-160 سنة.

## العمارة
أثناء التنقيب الأثري تم العثور على بناءين دائرين:
البناء الأول: عبارة عن بناء مركزي محاط بثلاثة جدران أو مكون من ثلاثة جدران دائرية الشكل. و في طرف الجدار الثاني تم العثور على لوحات جداريه حجرية تحمل زخارف هندسية.
البناء الثاني: جاء شكله بيضاوي غير منتظم الشكل أبعاده 10م و 8م، يتجه إلى الشمال الشرقي و الجنوب الغربي، و تم العثور داخل المنزل على قواعد أو حفر لوضع الأعمدة و التي يعتقد بأن وظيفتها رفع السقف و تم العثور على منصة حجرية.
البيوت الدائرية و أساساتها حجرية و قد مارس إنسان وادي الحمة نوعا من الاستقرار الأولي في الموقع.

## الأدوات في وادي الحمة
تم العثور على أدوات بازلتية كثيرة العدد متنوعة الأشكال و الأحجام، و شاع استخدام المدقات البازلتية لقوتها و قدرتها على تحمل، و تم العثور على أدوات كالجواريش و الهاونات و الزبادي الصغيرة، و صفائح بازلتية على شكل أقراص.
و تم العثور على آثار شحذ الأسلحة على بعض الحجارة البيضاوية الشكل، و استخدمت الأدوات العظمية كمخارز و خرز لزينة، و تم استخدام عظام الغزلان كمقابض للمناجل.

## الفنون
حملت إحدى الزبادي زخارف غائرة و في داخلها مجموعة من الحفر، و إضافة لهذا فقد عثر على لوحة حجرية مزخرفة بزخارف محفورة بشكل غائر و في داخلها (65) حفرة صغيرة ربما حفرت بوساطة مثقب يدوي.

## المدافن
و تم الكشف في عام 1985م على حجرة دفن في التراب الجيري، كان المدفونين فيها ثلاثة أشخاص بالغين: ذكر و أنثيين.
المرفقات الجنائزية التي تم العثور عليها مع المدفونين كانت عقد من الأسنان و قطع من المغرة الحمراء، و تم العثور على بقايا عظمية للأشخاص بالغين في مناطق أخرى في الموقع و تظهر أثار حريق على عظام بعض الجماجم منها(كفافي1990: 115- 118 ).

## انظر ايضا
وادي الحمه 27

## قائمة المراجع
- أبو غنيمة، خالد 2004؛ دراسة تحليلية للعناصر المعمارية و الإنشائية في عمارة العصر الحجري الحديث قبل الفخاري «أ» في بلاد الشام، مجلة أبحاث اليرموك: سلسلة العلوم الإنسانية و الأجتماعية مجلد 20: 199- 209.
- كفافي، زيدان، 1990؛ الأردن في العصور الحجرية، مؤسسة آل البيت: عمان.